# Algonkin

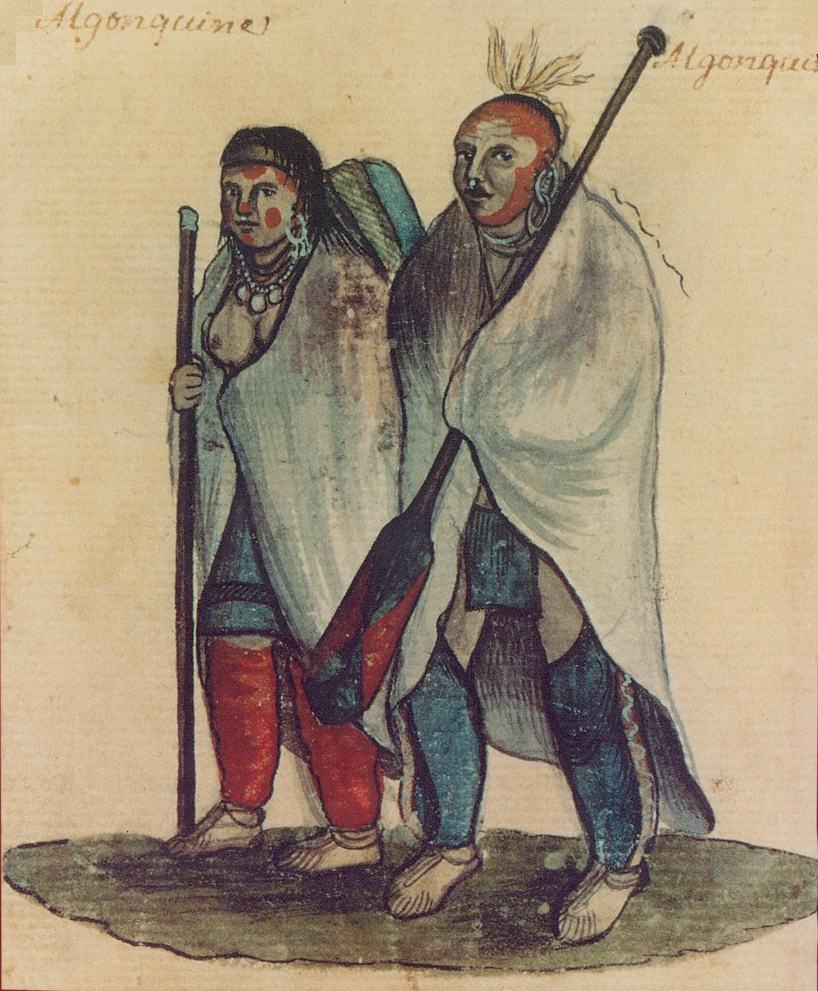
Zeichnung eines Algonkinpaares aus dem 18. Jahrhundert

Die Bezeichnung Algonkin oder Algonquin beschreibt einen aus zahlreichen Lokalgruppen bestehenden Stamm nordamerikanischer Ureinwohner, der zum östlichsten Zweig des Anishinabe-Volkes und heute zu den First Nations of Canada, den indianischen Völkern Kanadas, gezählt wird. Nach ihnen ist die Algonkin-Sprachfamilie benannt, die eine der weitestverbreiteten Sprachfamilien Nordamerikas ist.
Die Algonkin lebten ursprünglich als Jägervolk im Tal des Flusses Ottawa, der heute die Grenze zwischen den beiden kanadischen Provinzen Ontario und Québec bildet. Die einzelnen Stämme unterscheiden sich zum Teil stark, haben jedoch neben der sprachlichen Gemeinsamkeit eine größtenteils gemeinsame Geschichte, Entwicklung und Religion.
Als die Algonkin im Jahr 1603 den ersten näheren Kontakt mit den europäischen Siedlern aus Frankreich hatten, zählten sie schätzungsweise 6000 Menschen. Heute leben etwa 8000 Algonkin in Kanada in zehn verschiedenen Stämmen, neun davon in Québec, einer in Ontario. Die Algonkin pflegen ihre kulturelle Identität und geben ihre Sprache an ihre Kinder weiter.

## Sprache
Zwischen den Stämmen der Algonkin und der Algonkin-Sprachfamilie muss unterschieden werden. Zu der Sprachfamilie gehören Stämme auf dem gesamten nordamerikanischen Kontinent. Die Sprache Algonkin wird in vier wesentliche Dialekte unterteilt, die sich zum Teil deutlich unterscheiden. Das heutige Verbreitungsgebiet der Sprache umfasst das südwestliche Quebec, den Nordwesten Ottawas und die angrenzenden Gebiete Maniwaki und Golden Lake in Ontario. Algonkin wird tradiert und beispielsweise in Kindergärten und Schulen unterrichtet, es gibt Veröffentlichungen und Literatur in Algonkin. Etwa zehn Prozent des Volkes spricht ausschließlich die indianische Sprache, jedoch sprechen die meisten Stammesangehörigen (wie in Kanada üblich) mehrere Sprachen.

## Name
Die Herkunft der Algonkin ist ungeklärt. Der Name bedeutet „die, die Bäume essen“ – sie verwendeten Moose und Baumrinde in ihrer alltäglichen Ernährung. Es scheint, dass sie nur Namen für ihre einzelnen Unterstämme kannten, aber nicht für die Gesamtheit ihres Volkes. Sie nennen sich selbst – ebenso wie die mit ihnen verwandten Ojibwa, Ottawa und Potawatomi – Anishnabe oder Anishnabek. Um sich als Volk abzugrenzen, verwenden sie ebenfalls den Ausdruck Algonkin. Einige Untersuchungen vermuten den Ursprung in dem Maliseet-Wort für Verbündete, andere in dem Micmac-Wort algoomeaking, das auf Deutsch etwa „Ort, an dem Fische vom Bug des Kanus mit Speeren erlegt werden“ bedeutet. Die plausibelste Erklärung ist das Maliseet-Wort allegonka für „Sie sind gute Tänzer“, das Samuel de Champlain möglicherweise als Volksnamen missverstanden hat, als er 1603 einen Siegestanz der vereinigten Algonkin, Maliseet und Innu beobachtete. Die Algonkin-Stämme am Ottawa River wurden von einem Nachbarvolk der Irokesen, den Mohawk, abfällig Adirondack genannt, was so viel bedeutet wie „sie essen Bäume“, ein Name, den sie allerdings auch für eine Reihe von Algonkin-Stämmen südlich des Sankt-Lorenz-Stroms benutzten.
Der erste der Algonkin-Stämme, auf den die Franzosen im frühen 17. Jahrhundert stießen, war der Kichesipirini-Stamm, den die Franzosen La Nation de l’Îsle nannten, weil ihr Dorf auf einer Insel im Ottawa-Fluss lag. Anfangs wurde der Name Algonkin nur für einen anderen Stamm benutzt, die Weskarini. Bis zum Jahr 1615 hatte sich der Name jedoch für alle Algonkin-Stämme entlang des Ottawa River durchgesetzt. Die Algonkin selbst unterschieden die dauerhaft siedelnden Stämme im oberen Tal des Ottawa River – die sie Nopiming daje Inini (Inländer) nannten – von den Stämmen, die im Sommer an den Sankt-Lorenz-Strom wanderten.

## Geschichte
Die Algonkin gehen davon aus, dass sie selbst um 1400 in das heute bekannte Siedlungsgebiet einwanderten. Dabei ist unbekannt, ob sie von den Irokesen oder den Wyandot (Huronen) abstammen. Als Jacques Cartier 1534 das erste Mal den Sankt-Lorenz-Fluss befuhr, lebten seiner Auskunft nach irokesisch sprechende Menschen in der Region zwischen Quebec und Montreal. Jahrzehnte später, als Samuel de Champlain in der Region eintraf und in Tadoussac die erste dauerhafte französische Siedlung gründete, waren diese Stämme verschwunden und es lebten nur noch Algonkin in der Region. Ob die Algonkin die Irokesen während eines Krieges vertrieben oder assimiliert haben, ist unklar.
Die Algonkin unterhielten zu den Neuankömmlingen aus Europa gute Handelsbeziehungen und tauschten mit den französischen Kolonialisten vor allem Felle gegen Feuerwaffen. Nach anfänglicher Monopolstellung und einer erfolgreichen gemeinsamen Vertreibungsaktion gegen die im Sankt-Lorenz-Tal lebenden Irokesen in den ersten Jahren verbündeten sich die Franzosen auch mit den Wyandot. Die Irokesen verbündeten sich mit den Niederländern und versuchten wiederholt, die Kontrolle über die verlorenen Gebiete im Sankt-Lorenz-Tal zurückzuerhalten. Der Konflikt eskalierte und führte zu den sogenannten „Beaver Wars“, die mit dem Angriff der Mohawk auf eine Handelsniederlassung der Algonkin-Montagnais bei Sillery 1629 begannen und erst 1701 mit dem Großen Frieden von Montreal ihr Ende fanden.
Im Verlauf der Konflikte mit den Irokesen und aufgrund mangelnder militärischer Unterstützung durch die alliierten Franzosen wurden die Algonkin weitgehend aus Ottawa vertrieben, aber als Volk nicht zerstört. Mit der französischen Missionierung und der Einrichtung von Handelsstationen blieb der Einfluss auf den Norden des Ottawa-Tals erhalten. Während des Franzosen-und-Indianer-Krieges zwischen 1754 und 1763 blieben die Algonkin mit den Franzosen gegen die neu ins Land drängenden Briten verbunden. Im Pariser Frieden 1763 wurde ihnen ihr Siedlungsgebiet vertraglich zugesichert. Im Amerikanischen Unabhängigkeitskrieg kämpften einige Algonkin auf britischer Seite und nahmen an der Belagerung von Fort Stanwix teil. Mit der Niederlage gegen die aufständischen Kolonisten ging der britische Einfluss auf die dreizehn Kolonien in den neu gegründeten Vereinigten Staaten von Amerika verloren. In der Folge zogen viele königstreue Siedler aus dem Süden in das Gebiet der Algonkin und verdrängten diese teilweise. Durch die britische Siedlungspolitik und die aufkommende Holzindustrie verloren die Algonkin in den folgenden Jahren weitere Gebiete, bis ihr ehemals ausgedehnter Lebensraum auf die heute noch vorhandenen kleinen Stammesgebiete geschrumpft war.

## Stämme

### Historische Stämme
Aus der Zeit um das Jahr 1630 herum sind folgende Algonkin-Stämme überliefert:
- Iroquet (auch Hiroquet, Hirocay, Iroquay, Yroquetto, wurden von den Wyandot als Atonontrataronon oder Ononchataronon bezeichnet, lebten entlang des South Nation River)
- Kichesipirini (Kitcisìpirini – Volk am großen Fluss, d. h. am Ottawa River – größte und mächtigste Algonkin-Gruppe, auch bekannt unter folgenden Namen: Algoumequins de l’Isle, Allumette, Big River People, Gens de l’Isle, Honkeronon (Huron), Island Algonkin, Island Indians, Island Nation, Kichesippiriniwek, Nation de l’Isle, Nation of the Isle, und Savages de l’Isle, ihr traditionelles Stammesgebiet und Hauptdorf lag auf Morrison Island (auch Morrison’s Island) im Ottawa River (den sie als Kitcisìpi oder Kichesippi – ‚Großer Fluss‘ bezeichneten), sowie auf der Isle des Allumettes (auch ‚Isle aux Allumettes‘), lebten im Ottawa River-Tal in Ontario und Québec)
- Kinounchepirini (Kinònjepìriniwak – ‚Volk von den Hecht-Wassern‘, auch bekannt als Keinouche, Kinonche, Pickerel, Pike und Quenongebin, früher als eine Algonkin-Gruppe betrachtet, wurden sie nach 1650 mit den Odawa assoziiert, lebten ursprünglich entlang des Unterlaufs des Ottawa Rivers unterhalb der Isle des Allumettes)
- Matouweskarini (Matàwackariniwak – ‚Volk, das entlang des mit Rohrkolben bewachsenen Ufers lebt‘, auch bekannt als Madawaska, Madwaska, Matouchkarine, Matouashita, Mataouchkarini, Matouescarini, siedelten am Madawaska River im oberen Ottawa-River-Tal)
- Nibachis (siedelten am Muskrat Lake und entlang des Muskrat River in der Nähe des heutigen Cobden, Ontario)
- Otaguottaouemin (Kotakoutouemi, Outaoukotwemiwek, siedelten entlang des Oberlaufs des Ottawa River oberhalb der Isle des Allumettes)
- Saghiganirini (Sagaiguninini – ‚Volk, das entlang des Sees lebt‘, auch bekannt als Saginitaouigama, Sagachiganiriniwek)
- Weskarini (Wàwàckeciriniwak – ‚Volk des Rotwilds‘, auch bekannt als Ouaouechkairini, Ouassouarini, Ouescharini, von den Wyandot wurden sie als Ouionontateronon bezeichnet, die Engländer und Franzosen nannten sie ‚Kleines Volk‘ – Little Nation oder La Petite Nation, oft auch Wirkliche Algonkin, siedelten nördlich des Ottawa Rivers am Rivière du Lièvre und Rivière Rouge in Québec)

Splittergruppen siedelten um 1600 im Osten der heutigen Vereinigten Staaten bis hinunter nach North Carolina. Dazu zählten die Virginia-Algonkin.
Auch die Abitibiwinni-Indianer werden zu dieser Sprachfamilie gezählt.

### Aktuelle Stammesgruppen
Heute zählen folgende anerkannte Stämme in der kanadischen Provinz Quebec zu den Algonkin:
Algonquin Anishinabeg Nation Tribal Council oder Conseil Tribal de la Nation Algonquine Anishinabeg
- Communauté Anicinape de Kitcisakik (auch Kitcisakik First Nation), Reservatssiedlung: Grand-Lac-Victoria Indian Settlement 90 km südöstlich von Val-d'Or, Quebec, Population: 465[3]
- Conseil de la Première Nation Abitibiwinni (Pikogan) (auch Abitibiwinni First Nation oder Première Nation de Abitibiwinni), Reservate: Pikogan, Quebec, Abitibi #70, Ontario, Population: 814
- Eagle Village First Nation – Kipawa, Kipawa, Quebec, Reservat: Eagle Village First Nation – Kipawa, Quebec, ca. 80 km westlich von North Bay, Ontario und angrenzend an Temiscaming, Quebec ca. 10 km westlich, ca. 21 ha, Population: 932, Sprachen: Englisch, Algonkin und Französisch[4]
- Kitigan Zibi Anishinabeg, Reservat: Kitigan Zibi, Quebec, entlang des River Gatineau, ca. 18.437,9 ha, Population: 2.939, Sprachen: Algonkin, Englisch[5]
- Long Point First Nation (Winneway), die Stammesmitglieder nennen sich selbst Winnewayinini, Reservat: Winneway Indian Settlement, am Ostufer des Lac Simard sowie am Südufer des Winneway River, 80 km südlich von Rouyn-Noranda und 114 km östlich von Ville-Marie in Temicamingue, Quebec, ca. 37,84 ha, Population: 674, Sprachen: Algonkin, Englisch, Französisch
- Nation Anishinabe du Lac Simon, (auch Conseil de la Nation Anishnabe de Lac Simon), Reservat: Lac-Simon am Westufer des Lake Simon, 32 km südöstlich von Val-d’Or, Quebec, ca. 326 ha, Population: 1.877, Sprachen: Algonkin, Französisch[6]
- Wahgoshig First Nation, Reservat: Abitibi #70 am Südufer des Lake Abitibi, Ontario, ca. 7.770,1 ha, mehrheitlich Algonkin und Anishinabe, jedoch auch einige Cree, Population: 295, Sprachen: Algonkin, Englisch[7]

Union of Ontario Indians (UOI)
- Algonquins of Pikwàkanagàn First Nation (vormals: Golden Lake First Nation, nennen sich selbst Omàmiwinini – ‚down-river people‘ – ‚das Volk, das flussabwärts lebt‘, zudem bezeichneten sie sich als Anishnabek – ‚erstes Volk‘), Reservat: Pikwakanagan südöstlich von Golden Lake, Ontario, Population: 2.309

Algonquin Nation Tribal Council
- Timiskaming First Nation, Notre-Dame-du-Nord, Quebec, Population: 1.553
- Wolf Lake First Nation, Témiscaming, Quebec, Population: 262[10] – gebildet aus den historischen Stämmen:
  - Dumoine Lake Band of Algonquin (hist.)
  - Grassy Lake Band of Algonquin (hist.)
  - Lac des Quinze Band of Algonquin (hist.)

Independent First Nation
- Algonquins of Barrière Lake (Mitchikanibikok Inik – ‚the people of the stone fence or stone fish weir‘ – ‚das Volk der Steinmauer oder des Steinfisch-Wehrs‘), der Name bezieht sich auf einen vormals bedeutenden Treffpunkt am Lake Barriere am Oberlauf des Ottawa River (Kichisìpi – ‚Großer Fluss‘), der Dialekt der First Nation ist der östlichste und divergierendste Dialekt des Anicinàbemowin oder Anishinàbemiwin, der Sprache der Algonkin. Kulturell stehen sie den nördlich in den subarktischen Wäldern lebenden Völkern näher als den anderen Algonkin-Stämmen. Der Verwaltungssitz Lac Rapide befindet sich im gleichnamigen Reservat Rapid Lake, das sich ca. 121 km nordöstlich von Maniwaki, Quebec, befindet (ca. 29,70 ha, Population: 710).

Nur teilweise Algonkin:
- Matachewan First Nation, Matachewan, Ontario (527 anerkannte Stammesmitglieder)
- Temagami First Nation, Temagami, Ontario (668)
- Wahgoshig First Nation, Reservat: Abitibi #70, Ontario (280)
- Black River-Matheson Ontario (250)[10]

Zu den nicht-anerkannten Stämmen gehören:
- Ardoch Algonquin First Nation, bestehend aus 11 kleineren Stämmen:
  - Big Rideau Algonquin First Nation
  - Bob’s Lake Algonquin First Nation
  - Calabogie Algonquin First Nation
  - Eagle Lake Algonquin First Nation
  - Eel Lake Algonquin First Nation
  - Fall River Algonquin First Nation
  - Golden Lake Algonquin First Nation (hist.), bestehend aus zwei Gruppen:
    - Algonquins of Pikwàkanagàn First Nation (anerkannt)
    - Bonnechere Algonquin Community, (nicht anerkannt)

  - Mattawachen Algonquin First Nation
  - Ottawa Algonquin First Nation
  - Sharbot Lake Algonquin First Nation
  - Tay River Algonquin First Nation
- Beaverhouse Algonquin First Nation
- Kichesipirini Algonquin First Nation
- Temagami Lake Band of Algonquin, (hist.)
- Washagami Lake Band of Algonquin, (hist.)

## Kultur und Lebensweise
Die meisten Algonkin lebten als Voll- oder Halbnomaden in den borealen Nadelwäldern Kanadas, die für den Ackerbau nur begrenzt geeignet waren. Sie zogen als unspezialisierte Jäger und Sammler durch die Wälder und lebten von Beeren, Früchten, Wurzeln, Samen, Ahornsirup sowie Fleisch und Fisch. Die Anishinabe-Algonkin ernteten überdies den Wildreis in der Region zwischen Winnipegsee und Großen Seen. Sie bauten Kanus aus Birkenrinde und benutzten im Sommer die Wasserläufe der Region, um sich fortzubewegen, während sie im Winter kufenlose Schlitten (Toboggan) und Schneeschuhe verwendeten. Die Kleidung wurde aus Fellen und Leder der erlegten Tiere gefertigt, die zeltartigen Behausungen (konisch oder tunnelförmig) – die sogenannten Wigwams – wurden häufig mit Birkenrinde gedeckt.
Die Gesellschaftsstruktur war patriarchal, auch das Jagdrecht in einer bestimmten Region wurde vom Vater auf den Sohn vererbt. Die Religion der Algonkin war weitgehend animistisch, sie glaubten, dass alle natürlichen Dinge beseelt seien. Diese Vorstellung beruhte auf dem Glauben an Manitu, einer allumfassenden, pantheistisch-göttlichen Kraft, und untergeordneten Geistern, die die Elemente kontrollierten, sowie bösen und guten Geistern, die für Krankheit und Pech beziehungsweise Gesundheit und Glück verantwortlich waren. Die Traumdeutung nimmt in der Stammesreligion eine wichtige Rolle ein. In ihrer Religion ist der Gedanke an ein Leben nach dem Tod sowohl für Tiere als auch für Menschen verankert. Eine zentrale Rolle bei der Bewahrung der Religion kam den Medizinmännern zu, Vermittlern zur „Geisterwelt“, die Krankheiten heilten und mit den Geistern kommunizieren konnten.
Eine Vorstellung von der früheren Lebensweise und ihrem Umfeld geben der Algonquin Provincial Park, ein Waldgebiet von abertausend Seen durchzogen in Ontario und das Ausgrabungsgebiet um das historische Dorf Kabeshinàn.

## Mythologie
Die Schöpfungsmythos der Algonkin berichtet, dass Nanabozho oder (bei den östlichen Algonkin Tcakabesh, bei den Meskwaki Wisakedjak oder Wisakeha) – eine Verkörperung des Manitu – die Welt erschaffen oder sie nach einer großen Flut wieder aufgebaut hat. Er erscheint als Kulturheld, kann aber auch verschiedene Tierformen annehmen, so die des großen Hasen Michabo, des großen Stachelschweins oder des großen Skunk. Eine wichtige Rolle spielen auch die unsichtbaren vier Winde, vorgestellt als Brüder oder Tiergeister, sowie die gehörnte Schlange.

## Namensgebend
- Algonquin Provincial Park, ein sehr früh eingerichteter Naturpark in Ontario, Kanada
- Algonkium, veraltet für ein Zeitalter der Erdgeschichte
- Villa Algonquin, gemietetes Wohnhaus (seit 1998, länger als 2020) der Sängerin Tina Turner (1939–2023) in Küsnacht am Zürichsee[17]